# 華美地產
華美地產是一家中國的房地產開發公司，於1994年在北京成立，公司又名北京雅居樂房地產開發有限公司。
2009年12月，北京雅居樂以7.1億元人民幣投得北京朝陽區百子灣路14號住宅混合公建用地，每平方米地價為1.7萬元，打破之前由方興地產創下的北京市最高每平方米賣地價格。另外，有傳媒誤以為北京雅居樂為雅居樂旗下公司。其後，雅居樂澄清公司與北京雅居樂無關。

## 外部連結
- 華美地產